# Deutschland sucht den Superstar/Staffel 21
Die 21. Staffel der deutschen Gesangs-Castingshow Deutschland sucht den Superstar wurde vom 18. September 2024 bis zum 9. November 2024 von RTL ausgestrahlt. Sie war mit insgesamt 15 Folgen die bis dahin kürzeste. Die Liveshow wurde von Laura Wontorra moderiert.
In der Jury saßen erneut Dieter Bohlen und Pietro Lombardi; ebenfalls dabei war Beatrice Egli und Loredana. Der 30-jährige Christian Jährig wurde Sieger der Staffel und gewann 100.000 Euro Preisgeld sowie einen Plattenvertrag.

## Ablauf
Die neun inmitten des Europa-Park Rust gedrehten Casting-Folgen wurden vom 18. September bis 19. Oktober 2024 mittwochs und samstags ausgestrahlt. In Folge 10 wurden noch 6 Kandidaten gecastet, dann traten alle 109, die den Recall-Zettel bekommen hatten, im Europapark Rust in größeren Gruppen zum ersten Recall an. 46 von ihnen, zu denen die vier Gewinner der „Goldenen CDs“ stießen, schafften es in den „Stadion-Recall“ in der Veltins-Arena in Gelsenkirchen, darunter auch ein Kandidat, der den Recall wegen einer anderen Terminverpflichtung überspringen durfte – ein Novum bei DSDS. Danach mussten 30 Kandidaten die Show verlassen.
Der erste „Kreta-Recall“ fand somit mit 20 Kandidaten statt. Am Ende der Sendung mussten sechs von ihnen die Show verlassen. Den zweiten „Kreta-Recall“ mit 14 Kandidaten verließen am Ende der Sendung fünf von ihnen. Nach dem dritten „Kreta-Recall“ schieden wiederum fünf Kandidaten aus, womit die vier Finalisten für die Live-Show feststanden. Jede Folge, außer dem live ausgestrahlten Finale, stand eine Woche zuvor beim Streamingdienst RTL+ zum Abruf bereit.

## Kandidaten im Kreta-Recall
| Kandidat                     | Alter | Wohnort          | Berufstätigkeit                                      | Anmerkungen                                                                                      | Ausgeschieden in   |
| ---------------------------- | ----- | ---------------- | ---------------------------------------------------- | ------------------------------------------------------------------------------------------------ | ------------------ |
| Christian Jährig             | 30    | Reichertshofen   | Teamleiter im Verkauf                                | Teilnehmer bei Das Supertalent 2013                                                              | Sieger der Staffel |
| Philip Matas                 | 25    | Heidenheim       | Finanzkaufmann                                       |                                                                                                  | Finale             |
| Nissim Mizrahi               | 61    | Hamburg          | Bistro-Betreiber                                     | Goldene CD von Dieter Bohlen                                                                     | Finale             |
| Tom Mc Conner                | 23    | Duisburg-Homberg | Gelegenheitsarbeiter                                 |                                                                                                  | Finale             |
| Leonardo Davi Abdon Custodio | 26    | Wien             |                                                      | Teilnehmer bei X Factor 2018                                                                     | Folge 14           |
| Anne Heinz                   | 34    | Liebenwalde      | Kinderzahnärztin                                     |                                                                                                  | Folge 14           |
| Donika Hoxha                 | 22    | Zolling          | Pizzeria-Mitarbeiterin                               | Teilnehmerin bei DSDS 2020                                                                       | Folge 14           |
| Melvin Vardouniotis          | 23    | Hamburg          | Student (BWL)                                        | Halbfinalteilnehmer bei The Voice of Germany 2017                                                | Folge 14           |
| Tamara Perez                 | 25    | Hedingen         |                                                      | Goldene CD von Pietro Lombardi, Teilnehmerin bei DSDS 2020, Teilnehmerin bei The Voice Kids 2014 | Folge 14           |
| Finn Sahli                   | 25    | Lilienthal       | Gärtner                                              |                                                                                                  | Folge 13           |
| Giuseppina Bonaffini         | 27    | Köln             | Weiterbildung zur Personenschützerin                 | Teilnehmerin bei DSDS 2021                                                                       | Folge 13           |
| Mari Grafik                  | 20    | Falkensee        | Auszubildende (Kfz-Mechanikerin)                     |                                                                                                  | Folge 13           |
| Shirley Brug                 | 64    | Essen            | Integrationsfachkraft                                |                                                                                                  | Folge 13           |
| Abu Habib                    | 36    | Wennigsen        | Autohändler                                          |                                                                                                  | Folge 13           |
| Rendy Aprillio Tuwoh         | 27    | Norderstedt      | Auszubildender (Pflegefachkraft)                     |                                                                                                  | Folge 12           |
| Terrylynn Hodak              | 27    | Wien             | Bürokauffrau und Empfangsdame in einem Fitnessstudio |                                                                                                  | Folge 12           |
| Dinipiri Etebu               | 34    | Bienenbüttel     | Tänzer, Sänger und Darsteller                        | Finalist bei Got to Dance 2015                                                                   | Folge 12           |
| Samandou Souradjou           | 29    | Wien             |                                                      |                                                                                                  | Folge 12           |
| Nora Tushi                   | 24    | Heidenheim       |                                                      |                                                                                                  | Folge 12           |
| Patrick Winter               | 29    | Hildrizhausen    | Musikschullehrer                                     |                                                                                                  | Folge 12           |

## Finale
Die einzige Liveshow fand am 9. November 2024 statt. Zur Eröffnung sangen die Finalisten zusammen mit Bushido Für immer jung. Alle Finalisten sangen einen Chartsong und ihren Herzenssong; zudem die persönlichen Finaltitel, die bereits seit dem 8. November 2024 zum Download bereitstanden. In der Sendung trat darüber hinaus Dieter Bohlen mit Cheri, Cheri Lady auf, außerdem präsentierten die Top-9-Kandidaten ein Weihnachtsmedley. Der diesjährige Siegersong heißt Auf eigenen Beinen. Sieger wurde mit 75,61 Prozent der Stimmen Christian Jährig.
|  | Endz. | Name             | Alter | 1. Interpret, Lied Chartsong        | 2. Interpret, Lied Herzenssong    | 3. Interpret, Lied Siegersong         | Bemerkung        | Platzierung |
|  | ----- | ---------------- | ----- | ----------------------------------- | --------------------------------- | ------------------------------------- | ---------------- | ----------- |
|  | 01    | Philip Matas     | 25    | Shaboozey – A Bar Song (Tipsy)      | Calum Scott – Dancing on My Own   | Philip Matas – Chateau Marmont        | Zweitplatzierter | 2 0(9,92 %) |
|  | 02    | Tom Mc Conner    | 23    | Berq – Rote Flaggen                 | Nico & Vinz – Am I Wrong          | Tom Mc Conner – Sad Songs             | Viertplatzierter | 4 0(6,09 %) |
|  | 03    | Nissim Mizrahi   | 61    | Udo Lindenberg & Apache 207 – Komet | Michael Bolton – Yesterday        | Nissim Mizrahi – You Got Me           | Drittplatzierter | 3 0(8,38 %) |
|  | 04    | Christian Jährig | 30    | Loreen – Tattoo                     | Céline Dion – My Heart Will Go On | Christian Jährig – Auf eigenen Beinen | Sieger           | 1 (75,61 %) |

## Einschaltquoten
| Folge                   | Datum der Erstausstrahlung | Zuschauerzahl | Marktanteil | Quelle        |
| ----------------------- | -------------------------- | ------------- | ----------- | ------------- |
| Casting-Folgen          |                            |               |             |               |
| 01                      | Mi, 18. September 2024     | 1,96 Mio.     | 8,8 %       | [ Quoten 1 ]  |
| 02                      | Sa, 21. September 2024     | 1,57 Mio.     | 8,0 %       | [ Quoten 2 ]  |
| 03                      | Sa, 28. September 2024     | 1,70 Mio.     | 7,7 %       | [ Quoten 3 ]  |
| 04                      | Mi, 2. Oktober 2024        | 1,79 Mio.     | 8,0 %       | [ Quoten 4 ]  |
| 05                      | Sa, 5. Oktober 2024        | 1,74 Mio.     | 7,8 %       | [ Quoten 5 ]  |
| 06                      | Mi, 9. Oktober 2024        | 1,73 Mio.     | 7,3 %       | [ Quoten 6 ]  |
| 07                      | Sa, 12. Oktober 2024       | 1,93 Mio.     | 8,8 %       | [ Quoten 7 ]  |
| 08                      | Mi, 16. Oktober 2024       | 1,70 Mio.     | 7,4 %       | [ Quoten 8 ]  |
| 09                      | Sa, 19. Oktober 2024       | 1,75 Mio.     | 7,9 %       | [ Quoten 9 ]  |
| Casting- + Recall-Folge |                            |               |             |               |
| 10                      | Mi, 23. Oktober 2024       | 1,51 Mio.     | 6,5 %       | [ Quoten 10 ] |
| Recall-Folgen           |                            |               |             |               |
| 11                      | Sa, 26. Oktober 2024       | 1,61 Mio.     | 7,2 %       | [ Quoten 11 ] |
| 12                      | Mi, 30. Oktober 2024       | 1,73 Mio.     | 7,0 %       | [ Quoten 12 ] |
| 13                      | Sa, 2. November 2024       | 1,46 Mio.     | 6,4 %       | [ Quoten 13 ] |
| 14                      | Mi, 6. November 2024       | 1,23 Mio.     | 5,1 %       | [ Quoten 14 ] |
| Finale                  |                            |               |             |               |
| 15                      | Sa, 9. November 2024       | 1,83 Mio.     | 8,9 %       | [ Quoten 15 ] |

## Trivia
- Der Sendetermin dieser Staffel wurde mit dem des Supertalents getauscht.[35]
- Günter Kandzia war mit 92 Jahren der bisher älteste Kandidat bei DSDS.[36]
- Loredana fiel in Folge 10 aufgrund einer Panikattacke aus.[37]
- Im November 2024 erschien das Album Deutschland sucht den Superstar XMAS mit den Top-9.[38]

### Quoten
1. ↑  Mario Thunert: «DSDS» mit schlechtestem Auftakt ever. In: Quotenmeter.de. 19. September 2024, abgerufen am 19. September 2024.
2. ↑  Mario Thunert: Giovanni oder Dieter?: Wo spielte die Musik? In: Quotenmeter.de. 22. September 2024, abgerufen am 22. September 2024.
3. ↑  Felix Maier: «DSDS» verliert weiter Quote. In: Quotenmeter.de. 29. September 2024, abgerufen am 29. September 2024.
4. ↑  Mario Thunert: Gar nicht meeega: Bohlen schmiert gegen Cerne ab. In: Quotenmeter.de. 3. Oktober 2024, abgerufen am 3. Oktober 2024.
5. ↑  Mario Thunert: Primetime-Check – Samstag, 5. Oktober 2024. In: Quotenmeter.de. 6. Oktober 2024, abgerufen am 7. Oktober 2024.
6. ↑  Mario Thunert: Primetime-Check – Mittwoch, 9. Oktober 2024. In: Quotenmeter.de. 10. Oktober 2024, abgerufen am 13. Oktober 2024.
7. ↑  Mario Thunert: Quotennews – PBB: Überbietet die Containershow DSDS? In: Quotenmeter.de. 13. Oktober 2024, abgerufen am 13. Oktober 2024.
8. ↑  Mario Thunert: Primetime-Check – Mittwoch, 16. Oktober 2024. In: Quotenmeter.de. 17. Oktober 2024, abgerufen am 17. Oktober 2024.
9. ↑  Mario Thunert: Quotennews – Marktführer: «Duell um die Welt» schlägt DSDS. In: Quotenmeter.de. 20. Oktober 2024, abgerufen am 20. Oktober 2024.
10. ↑  Mario Thunert: Quotennews – «TV Total» wird für «DSDS» zur Qual. In: Quotenmeter.de. 24. Oktober 2024, abgerufen am 27. Oktober 2024.
11. ↑  Mario Thunert: Quotennews – Anstieg: «Duell um die Welt» besser als letzte Woche. In: Quotenmeter.de. 27. Oktober 2024, abgerufen am 27. Oktober 2024.
12. ↑  Mario Thunert: Quotennews – Trotz Fußball: Puffi bleibt zweistellig. In: Quotenmeter.de. 31. Oktober 2024, abgerufen am 31. Oktober 2024.
13. ↑  Mario Thunert: Quotennews – Sportlich: «Ninja Warrior» klettert. In: Quotenmeter.de. 3. November 2024, abgerufen am 3. November 2024.
14. ↑  Fabian Riedner: Quotennews – «Deutschland sucht den Superstar» geht völlig unter. In: Quotenmeter.de. 7. November 2024, abgerufen am 7. November 2024.
15. ↑  Felix Maier: Quotennews – Christian Jährig gewinnt «Deutschland sucht den Superstar» 2024. In: Quotenmeter.de. 10. November 2024, abgerufen am 10. November 2024.